# Иванов, Григорий Иванович (политик)
Григорий Иванович Иванов (20 ноября 1894, Нижние Кунаши, Цивильский уезд – 17 декабря 1944, Чебоксары, СССР) – государственный деятель.
В 1937 году репрессирован по делу «чувашской буржуазно-националистической организации».

## Биография
С 1928 – председатель Госплана, заместитель председателя СНК ЧАССР.
Арестован 29 сентября 1937 г., в момент ареста проживал: г. Чебоксары, ул. Калинина, д. 36. Помещён под стражу во внутренней тюрьме НКВД ЧАССР.
Приговорён: Спецтройкой при НКВД ЧАССР 5 декабря 1937 г., обв.: ст.19 УК РСФСР, ст.58 п.7 УК РСФСР, ст.58 п.8 УК РСФСР, ст.58 п.10 УК РСФСР, ст.58 п.11 УК РСФСР - "Член руководящего центра контрреволюционной организации, распространял антисоветские высказывания". Приговор: "Заключить в ИТЛ сроком на 10 лет, считая срок с 29.09.1937 г."
Приговором Военного трибунала ПРИВО от 19 ноября 1939 г.: "подвергнуть высшей мере уголовного наказания - расстрелять." Определением Военной коллегии Верхсуда СССР от 20.05.1940 г.: "Приговор суда отменить и дело возвратить на новое рассмотрение." Приговором Военного Трибунала ПРИВО от 13.02.1941 г.: "Уголовное преследование в отношении Иванова Г.И. по ст.ст. 19, 58-8, 58-10 ч.1, 58-11, как неправильно возбуждённое, прекратить. По ст.58-7 оправдать."
Обвинён в принадлежности к фашистско-националистской троцкистской организации.
Приговорён к 10 годам заключения. Умер в заключении.
Реабилитирован 25 января 1956 г. Президиумом Верхсуда ЧАССР "Постановление Спецтройки при НКВД ЧАССР в отношении Иванова Г.И. отменить и дело производством прекратить за недоказанностью обвинения."